# Macronymphie

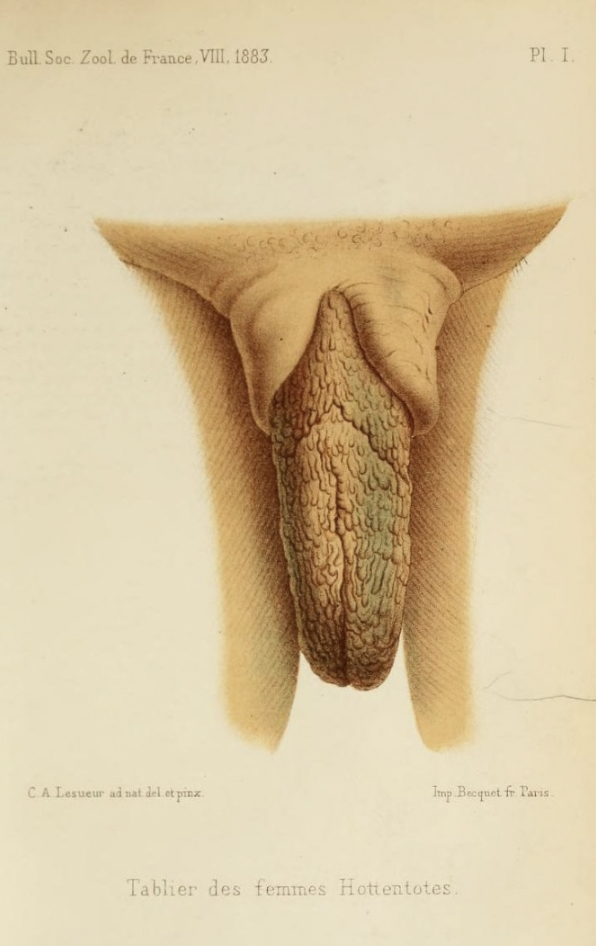
Gros plan de lèvres hypertrophiées.

La macronymphie est l'élongation naturelle, chez certaines femmes et en général après la première grossesse, des petites lèvres qui peuvent atteindre 20 cm de longueur. On donne aussi à cette déformation anatomique, quoique improprement, les noms de « velamen vulvae » (« voile de pudeur »), « tablier génital » ou « tablier de la femme ».

## Historique
Cette hypertrophie labiale constitutionnelle est signalée depuis le Moyen Âge dans certaines ethnies d'Afrique de l'Est. Elle est notamment désignée sous le nom de « tablier hottentot » dans la littérature ethnographique. Comme l'hypertrophie clitoridienne, cette anomalie décrite comme une « caroncule de dinde » est perçue à tort comme un symbole de concupiscence ; elle est un des motifs des circoncisions féminines qui découlent souvent de l'affabulation selon laquelle elles vont annihiler ou modérer les pulsions sexuelles des femmes.
Cette particularité a notamment servi à étayer les théories de l'anthropologie raciale, comme celles de Georges Cuvier fasciné par la macronymphie de la tristement célèbre Saartjie Baartman.
L'anthropologie contemporaine, combattant le racisme scientifique, a suggéré que cette hypertrophie est issue d'une élongation artificielle des petites lèvres (en), mais il s'agit bien d'un trait génétique qui est de plus exacerbé par l'accouchement. Cependant, de nombreuses sociétés africaines pratiquent des élongations artificielles du clitoris et des petites lèvres, pratiques souvent associées à des manœuvres de dilatation du vagin et qui « se situent généralement dans le cadre de la préparation à la vie sexuelle ».
Une légère macronymphie est présente dans toutes les populations de femmes et un nombre croissant d'entre elles recourent à la labiaplastie pour réduire leurs petites lèvres jugées trop longues ou trop flasques. L'artiste Jamie McCartney (en) dénonce ce désir de « vagin parfait » en 2008 dans son œuvre Great Wall of Vagina qui expose la diversité plastique des vulves féminines.

## Galerie

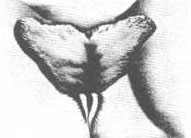
Hypertrophie labiale
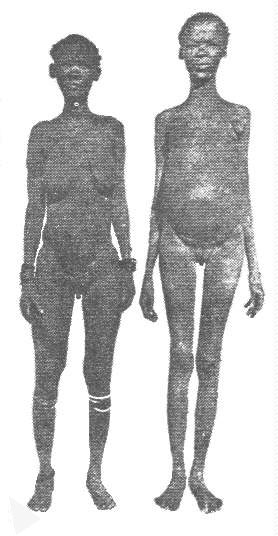
Femmes khoisanes présentant un « tablier hottentot »
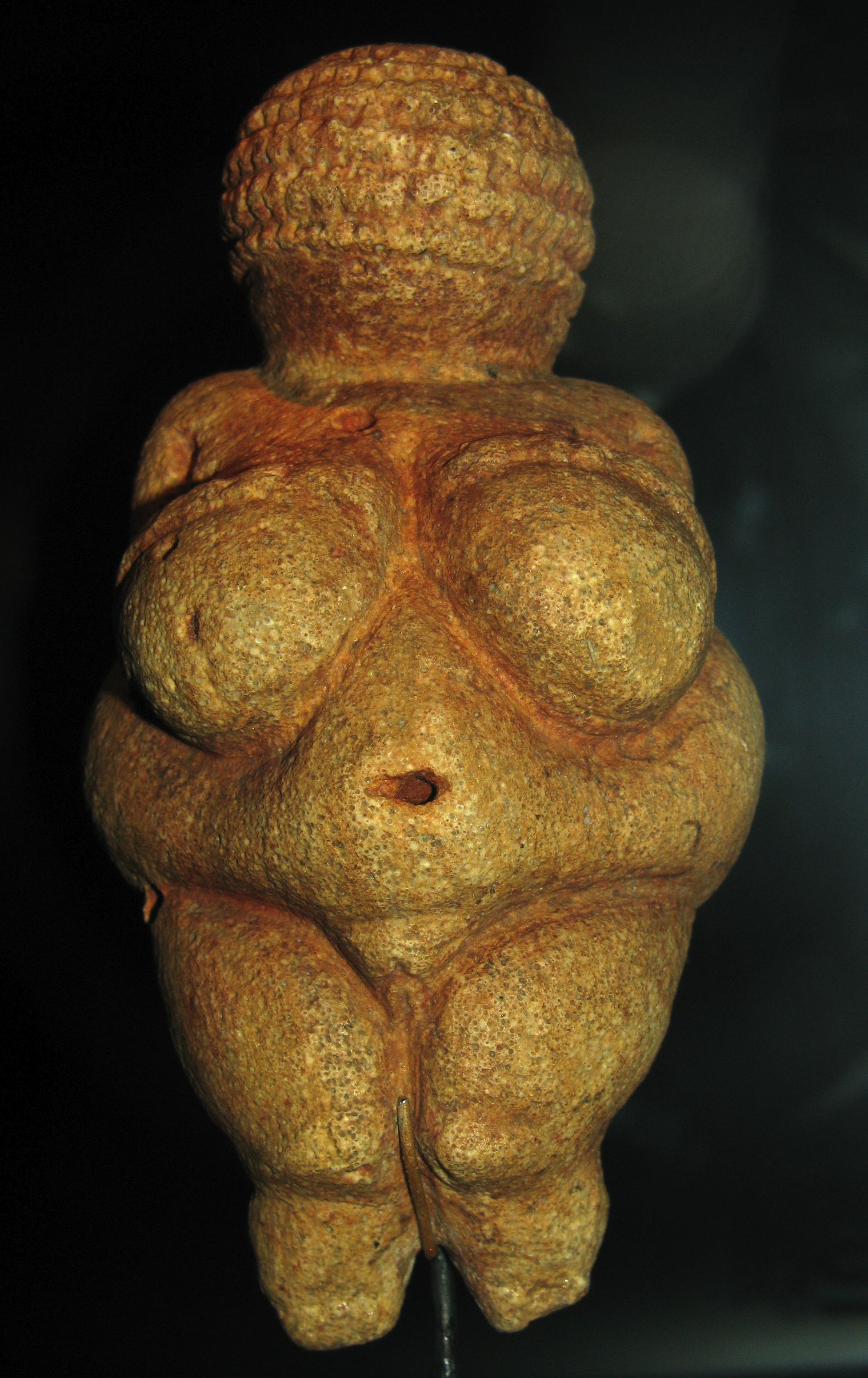
La Vénus de Willendorf semble présenter une macronymphie